# Mike Conway

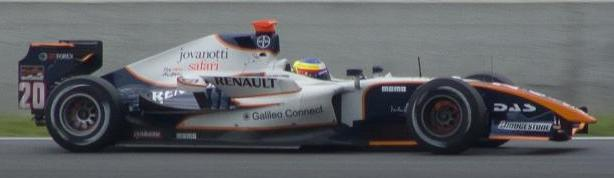
Mike Conway w serii GP2 (2008)

Mike Conway (ur. 19 kwietnia 1983 w Bromley) – brytyjski kierowca wyścigowy.

## Kariera

### Początki kariery
Karierę rozpoczął od kartingu. Jego największym sukcesem był wówczas tytuł mistrza swego kraju. Po zakończeniu kariery kartingowej, zadebiutował w 2001 roku w Brytyjskiej Formule Junior Ford. Startował tam zarówno w głównej, jak i zimowej edycji. W kolejnym sezonie brał już udział w jej seniorskim odpowiedniku. Po roku jeżdżenia, przeszedł do bardziej prestiżowej, Brytyjskiej Formuły Renault, gdzie startował w ekipie Fortec Motorsport. Przez cały sezon pokazywał się z bardzo dobrej strony, ostatecznie kończąc ją na 4. miejscu. Podobnie, jak w Formule Ford wystąpił w zimowej edycji, którą zakończył z tytułem wicemistrzowskim. W kolejnym roku startów w tej serii został już jej mistrzem.
Dzięki dobrym wynikom dostał szansę angażu w Brytyjskiej Formule 3, również w tym samym zespole. Dobra współpraca zaowocowała trzecim miejscem na koniec sezonu, w zaledwie pierwszym roku startów. Ambicje Conwaya były jednak większe, czego powodem było przejście do mocniejszego w tym czasie zespołu Räikkönen Robertson Racing (jego współwłaścicielem jest Kimi Räikkönen). Decyzja ta okazała się słuszna. Równa i konsekwentna jazda została nagrodzona tytułem mistrzowskim już w drugim sezonie startów. Poza tym nieoczekiwanie zwyciężył w prestiżowym wyścigu Grand Prix Makau (również w tym teamie), uważanym przez fachowców za nieoficjalne mistrzostwa świata Formuły 3. Tak świetne rezultaty nie mogły więc pozostać bez echa. Oprócz występu w dwóch wyścigach GP2 w zespole DPR Direxiv, dostał nagrodę "National Driver of the Year" na najbardziej obiecującego, brytyjskiego kierowcę roku.

### Seria GP2
Lata 2007-2008 dzielił między starty w GP2 a pracą w roli testera ekipy Hondy, startującej w Formule 1. Pierwszy pełny sezon w przedsionku F1, który spędził w ekipie Super Nova Racing, nie był jednak najlepszy dla Brytyjczyka. Dorobek zaledwie 19 punktów przy puli swojego kolegi z zespołu wyglądał wręcz kompromitująco. Ukończył go wówczas na 14. pozycji. W drugim roku startów reprezentował barwy pozornie słabszego Trident Racing. Mimo tego rok ten okazał się lepszy dla Mike'a, z racji pierwszego zwycięstwa oraz równiejszej jazdy. Ostatecznie ukończył go na 12. pozycji, mając w dorobku równe 20 punktów. W roku 2009 postanowił zakończyć działalność w GP2 i po braku szansy debiutu w królowej motorsportu, wyjechał do Stanów Zjednoczonych, gdzie rozpoczął ściganie się w Indy Racing League w ekipie Dreyer & Reinbold Racing.

### IRL IndyCar Series
Początki dla Conwaya nie były łatwe, często nie dojeżdżał do mety. Dopiero w dalszej części sezonu zaczęły się pojawiać lepsze wyniki, w tym pierwsze podium (3. miejsce na torze Infineon Raceway), a cały sezon zakończył na 17. miejscu.
W sezonie 2010 kontynuował starty w zespole Dreyer & Reinbold Racing. Na ostatnim okrążeniu wyścigu Indianapolis 500 brał udział w kolizji z Ryanem Hunter-Reayem, w którego samochodzie zabrakło paliwa. Bolid Conwaya rozbił się o zewnętrzną siatkę ochronną i rozpadł na dwie części. W efekcie Conway doznał złamania lewej kostki oraz żeber, co wykluczyło go ze startów do końca sezonu.
1 lutego 2011, zespół Andretti Autosport ogłosił, że podpisał z Conwayem kontrakt na pełny cykl startów w sezonie 2011. W Long Beach odniósł swoje pierwsze zwycięstwo, ale pozostała część sezonu była bardzo nieudana i w klasyfikacji zajął 17. miejsce.
Na sezon 2012 Conway przeniósł się do zespołu A.J. Foyt Enterprises. Był to kolejny nieudany sezon w jego wykonaniu, a w wyścigu Indianapolis 500 zaliczył kolejny poważny wypadek, z którego wyszedł bez szwanku. Najlepszy wynik osiągnął w Toronto zajmując tam trzecie miejsce, a sezon zakończył na 21. miejscu. Ponadto nie wystartował w ostatnim wyścigu sezonu na torze owalnym w Fontanie, argumentując to tym, że nie czuje się już komfortowo startując na torach owalnych i nie zamierza już uczestniczyć w wyścigach na takich torach.
W sezonie 2013 startuje w serii FIA World Endurance Championship, a w IndyCar występuje w wybranych wyścigach. Na torze w Detroit wystąpił w dwóch wyścigach i zajął dwukrotnie miejsce na podium raz zwyciężając i raz zajmując trzecie miejsce.

## Wyniki w karierze
| Sezon | Seria                                   | Zespół                         | Starty | PP | Zwyc. | Punkty | Pozycja |
| ----- | --------------------------------------- | ------------------------------ | ------ | -- | ----- | ------ | ------- |
| 2004  | Brytyjska Formuła Renault               | Fortec Motorsport              | 18     | 9  | 8     | 518    | 1.      |
| 2005  | Brytyjska Formuła 3                     | Fortec Motorsport              | 19     | 0  | 1     | 192    | 3.      |
| 2006  | Brytyjska Formuła 3                     | Räikkönen Robertson Racing     | 20     | 8  | 8     | 311    | 1.      |
| 2006  | Seria GP2                               | DPR Direxiv                    | 2      | 0  | 0     | 0      | 29.     |
| 2007  | Seria GP2                               | Super Nova Racing              | 21     | 0  | 0     | 19     | 14.     |
| 2008  | Seria GP2                               | Trident Racing                 | 20     | 2  | 1     | 20     | 12.     |
| 2009  | IRL IndyCar Series                      | Dreyer & Reinbold Racing       | 17     | 0  | 0     | 261    | 17.     |
| 2010  | IRL IndyCar Series                      | Dreyer & Reinbold Racing       | 6      | 0  | 0     | 110    | 25.     |
| 2011  | IRL IndyCar Series                      | Andretti Autosport             | 16     | 0  | 1     | 260    | 17.     |
| 2012  | IRL IndyCar Series                      | A.J. Foyt Enterprises          | 14     | 0  | 0     | 233    | 21.     |
| 2013  | FIA World Endurance Championship (LMP2) | G-Drive Racing                 | 8      | 3  | 4     | 132    | 3.      |
| 2013  | IRL IndyCar Series                      | Rahal Letterman Lanigan Racing | 7      | 1  | 1     | 185    | 23      |
| 2013  | IRL IndyCar Series                      | Dale Coyne Racing              | 7      | 1  | 1     | 185    | 23      |
| 2014  | FIA World Endurance Championship (LMP1) | Toyota Racing                  | 8      | 3  | 4     | 132    | 3.      |
| 2014  | Verizon IndyCar Series                  | Ed Carpenter Racing            | 3      | 0  | 1     | 0      | NS      |

## Wyniki w Indianapolis 500
| Rok  | Nadwozie | Silnik | Start | Wynik | Uwagi                      |
| ---- | -------- | ------ | ----- | ----- | -------------------------- |
| 2009 | Dallara  | Honda  | 27    | 18    |                            |
| 2010 | Dallara  | Honda  | 15    | 19    | Kolizja z R. Hunter-Reayem |
| 2012 | Dallara  | Honda  | 29    | 29    | Wypadek                    |